# Hydrosféra

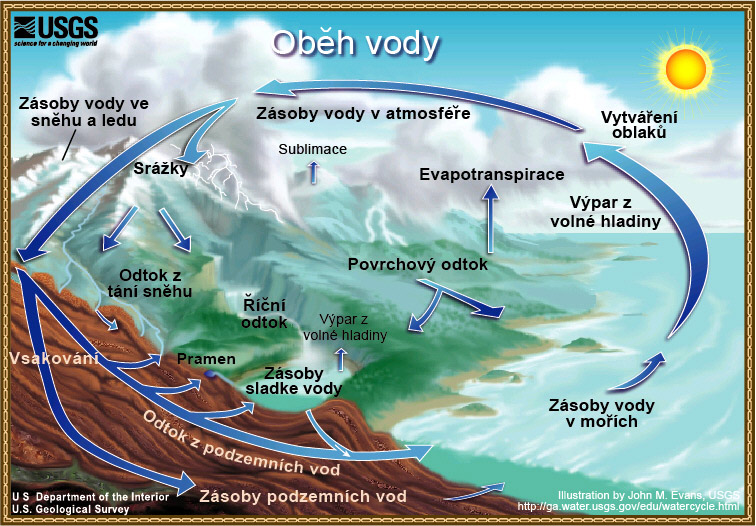
Koloběh vody

Hydrosféra neboli vodní obal Země je soubor všeho vodstva Země – tj. povrchové vody, podpovrchové vody, vody obsažené v atmosféře a vody v živých organismech. Celkové zásoby vody na Zemi činí asi 1 386 000 000 km³, z toho sladká voda představuje 2,530 %. Ve světovém oceánu je obsaženo asi 97 % slané vody, zbylá 3% tvoří sladká voda. Pokud se započte i slaná podzemní voda, připadá na oceány 95 % zásob vody a na pevniny 5 % zásob vody.
Hydrosféra je předmětem zkoumání hydrologie a jejích podoborů, jako jsou hydrogeografie, oceánografie a hydrogeologie. Na planetě Zemi neustále probíhá přesun vody mezi jednotlivými jejími rezervoáry – tzv. koloběh vody (resp. hydrologický cyklus). Pohyby vzduchu a vody zejména v zemské atmosféře zkoumá také klimatologie a meteorologie.
Povrchová voda je soustředěna převážně ve světovém oceánu a mořích, dále ve vodních tocích, v přírodních vodních nádržích (jezerech, bažinách, rašeliništích atd.), v umělých vodních nádržích (přehrady, rybníky), a také ve formě sněhu a ledu. Voda podpovrchová je obsažena v půdních pórech, průlinách, ve formě podzemního ledu v permafrostu. Voda v atmosféře se vyskytuje ve skupenství plynném (vodní páry), ve skupenství kapalném (vodní kapky), ale i ve skupenství pevném (sněhové vločky). Voda je nutnou součástí rostlinných a živočišných těl (většinou tvoří přes 50 % jejich živé hmotnosti).

## Voda na Zemi
Voda mohla být na Zemi přítomna už při jejím formování. Patrně se na Zemi nedostala z meteoritů. To spíše z komet. Ale mohla se na Zem dostat bez impaktu v plynné fázi. Hydrosféra byla na Zemi již před více než 4 miliardami let. Mohla vzniknout při formování Měsíce. Před 3,5 miliardou let bylo téměř vše pod hladinou vody. Voda na zemském povrchu není stacionární, nýbrž v neustálém koloběhu (cirkulaci). Té se ročně zúčastňuje 600 tisíc km³ vody, která během oběhu přechází postupně z jednoho skupenství do druhého. Oběh vody je způsoben dopadající sluneční energií a zemskou přitažlivostí. Vlivem dopadajícího slunečního záření se voda ze zemského povrchu vypařuje do atmosféry, kde ji unášejí vzdušné proudy v podobě mraků. Pokud teplota klesne, vodní pára začne kondenzovat v mracích a začne se snášet zpět na zemský povrch v podobě dešťových či sněhových srážek. Převážné množství srážek spadne zpět do oceánu a jen asi 8,3 % dopadne na pevninu. Ze zeměpisného hlediska rozlišujeme dva oběhy: velký (výměna nastává mezi oceánem a pevninou) a malý vodní oběh (výměna probíhá pouze nad oceánem či pouze nad pevninou).

## Oceány a moře

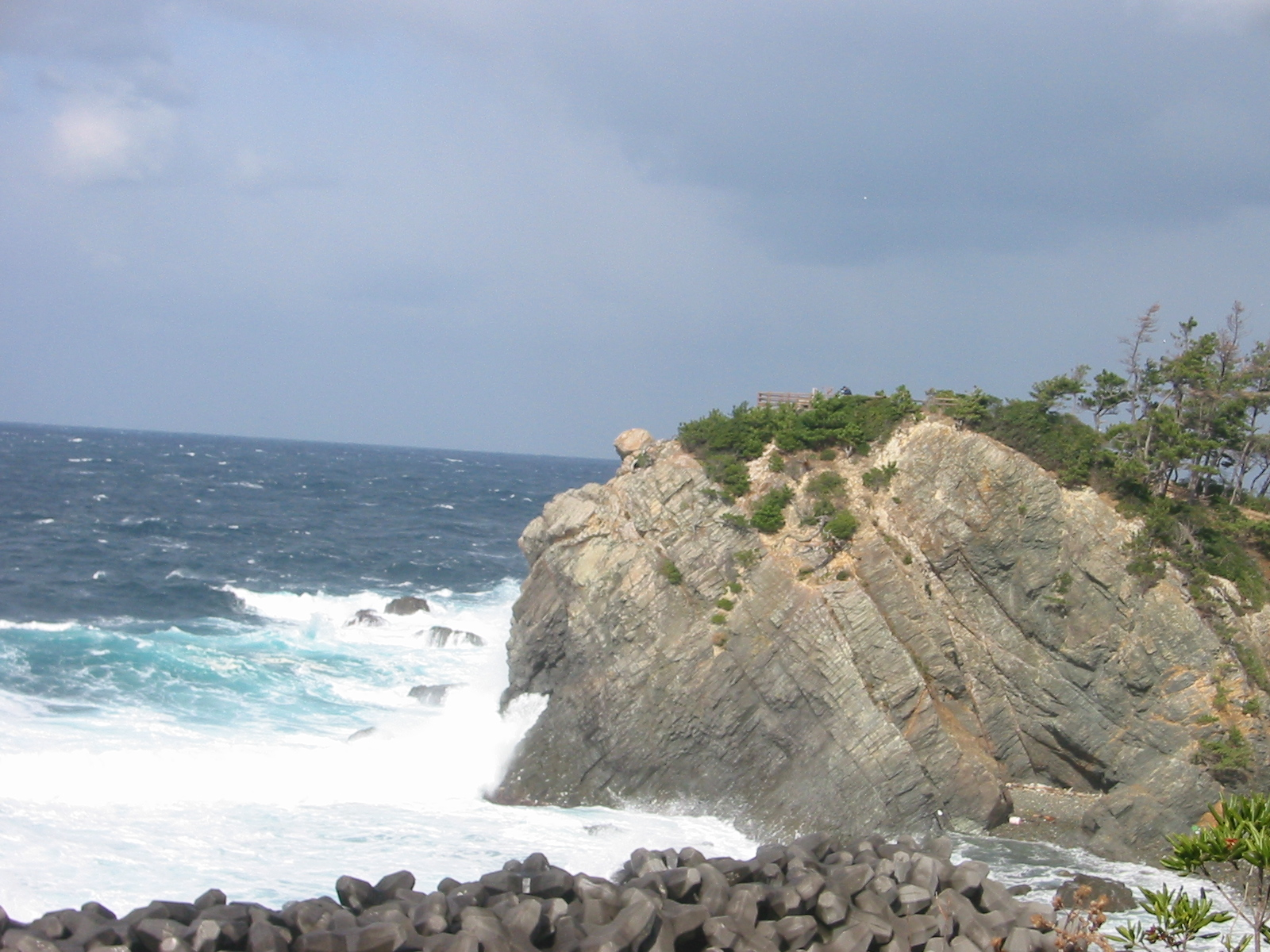
Pohled na linii pobřeží

Většinu vody obsahují oceány a moře tvořící souvislou vodní plochu – tzv. Světový oceán. Na něj připadá 361,3 mil. km², což je 71 % zemského povrchu (celý zemský povrch má rozlohu 510,3 mil. km²). Rozloha všech souší je pak 149 mil. km², z toho na severní polokouli je asi 100 mil. km² souše a na jižní 49 mil. km² suché země. Souš pak pokrývá více než 4 mil. km² jezer a přibližně 0,77 mil. km² řek.
Světový oceán je tvořen pěti oceány. Jsou jimi Tichý (Pacifik), Atlantský, Indický, Jižní neboli Antarktický a Severní ledový oceán. Největší je Tichý oceán, který zabírá 178,7 mil. km2 (35 % zemského povrchu, téměř polovina světového oceánu). V něm se nachází i nejhlubší místo Země Marianský příkop (průrva v zemské kůře o hloubce 10 994 metrů). Druhým největším je Atlantský oceán s celkovou plochou 91,6 mil. km2 (18 % zemského povrchu), třetí pak Indický oceán 76,2 mil. km2 (14,9 %), čtvrtý je Jižní oceán s 32 248 000 km2 a nakonec Severní ledový s 14 350 000 km2.
Voda obsažená ve světovém oceánu je roztok minerálních a organických látek obohacený o plyny, ve které probíhají neustálé fyzikální, chemické a biologické procesy. Jednou důležitou vlastností této vody je její slanost (salinita). Salinita je celkové množství rozpuštěných minerálních látek v 1 kilogramu mořské vody (uvádí se v promile). Průměrná salinita světového oceánu je 35 ‰. Hlavními zdroji hořko-slané chuti jsou chlorid sodný, chlorid hořečnatý a síran hořečnatý. Mezi jednotlivými místy značně kolísá podíl salinity, kterou ovlivňuje mnoho faktorů jako výpar, srážky, přítoky atd.
Jelikož oceán zabírá většinu povrchu naší planety, zachytává i nejvíce slunečního světla a tepla (asi 85 %). Navíc voda má poměrně vysokou měrnou tepelnou kapacitu. Tím se oceán stává obrovským regulátorem teploty vzduchu a zabraňuje tak náhlým výkyvům teplot, zejména v oblastech s oceánským klimatem. Zmenšení výkyvů teplot blahodárně působí na biosféru.

## Příliv a odliv

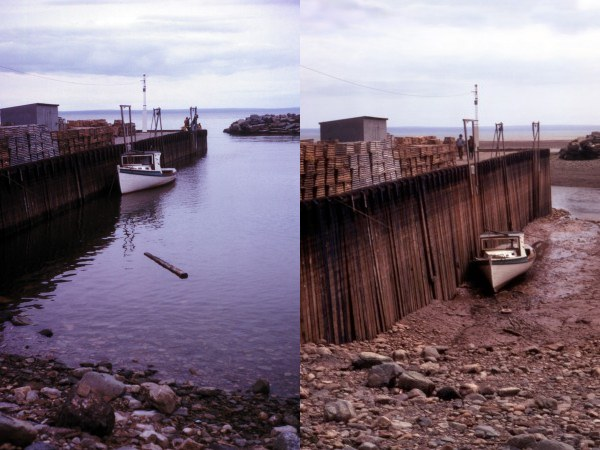
Příliv a odliv v zálivu Fundy

Mořský příliv a odliv (či vodní dmutí) jsou způsobovány gravitačním působením okolních vesmírných těles, a to především Měsíce a Slunce, ale také odstředivou silou rotace Země. Gravitační účinky Měsíce jsou větší než gravitační účinky Slunce. Příliv vzniká na straně přivrácené k Měsíci i na straně k němu odvrácené (jelikož na straně přivrácené k Měsíci je vodní hladina více ovlivňována gravitací Měsíce a na straně odvrácené pak odstředivou silou). Příliv a odliv se pravidelně střídají při každé kulminaci Měsíce. Příliv se opakuje vždy po 12 hodinách a 25 minutách (tzv. půldenní příliv), který každý následující den vrcholí o 50 minut později než předešlého dne.
Mohou pak nastat ještě dvě zajímavé kombinace, když do celého procesu zakomponujeme i gravitační sílu Slunce. Když se Země, Měsíc a Slunce nacházejí v jedné rovině (Měsíc je v úplňku či v novu), pak se gravitační účinky Slunce a Měsíce sčítají a příliv je tedy větší. Mluví se o tzv. skočném přílivu. Pokud však spojnice Země—Měsíc a Země—Slunce svírají pravý úhel, potom se výsledné síly působení Měsíce a Slunce odčítají, příliv je menší a my mluvíme o hluchém přílivu.

## Člověk a voda
Pro organismy včetně člověka je jako pitná voda využitelná pouze voda sladká (2,53 % celkového vodního objemu). Z tohoto množství je většina vody však vázána v ledovcích (68,4 %). Hlavním zdrojem vody je pro člověka voda ve vodních tocích a voda podpovrchová, která tvoří jen necelé procento veškeré vody na Zemi. V současnosti dochází k velkému znečišťování a poškozování vodních zdrojů, čímž pitné vody stále ubývá (již v současné době je cca 1 miliarda lidí bez dostatečného zdroje pitné vody). Navíc světový oceán váže převážnou část oxidu uhličitého, fytoplankton žijící v něm je zdrojem 30–50 % kyslíku (minimálně srovnatelné množství s tropickými deštnými pralesy), je zdrojem potravy, solí a minerálů.
Jako připomínka důležitosti a významu oceánů a moří pro život lidstva se od roku 2009 každý rok 8. června slaví Světový den oceánů. Při této příležitosti se po celém světě koná řada akcí, jejichž cílem je zvýšit povědomí veřejnosti o negativním dopadu lidské činnosti na světové oceány a možnostech jejich ochrany.